# Oescus
Oescus era un'antica città della Moesia, a nord-ovest della moderna città bulgara di Pleven, vicino al villaggio di Gigen.
Il toponimo è dacico-mesico; Claudio Tolomeo la definisce una città triballiana, ma in seguito fu romanizzata, raggiungendo lo status di colonia sotto Traiano, con il nome di Colonia Ulpia Oescus, con veterani della legio I Italica e V Macedonica.
In questa città, localizzata sul basso Danubio ebbe il suo campo la Legio V Macedonica da Augusto a Traiano.